# Козлов, Эдуард Викторович
Эдуа́рд Ви́кторович Козло́в (29 сентября 1934, Ростов-на-Дону — 9 июля 2016, Томск) — советский, российский физик.

## Биография
Э. В. Козлов родился 29 сентября 1934 в городе Ростов-на-Дону в семье инженеров. В ноябре 1941 года и в период с июля 1942 по февраль 1943 года совместно с матерью и бабушкой пережил оккупацию, отец был эвакуирован совместно с одним из оборонных предприятий. После окончательного освобождения Ростова-на-Дону от оккупации, с опозданием на два года, в девять лет, пошел в первый класс средней школы. В 1952 году после досрочного окончания полной средней школы с серебряной медалью он поступил на физический факультет Ростовского государственного университета. Поле окончания университета по специальности «физика» в 1957 году Э. В. Козлов работал инженером ОКБ радиозавода (почтовый ящик 114) в родном городе, затем ассистентом на кафедрах физики педагогического института в городе Чебоксары и Ростовского высшего военного инженерного училища. Все эти годы, начиная с первых школьных лет, Э. В. Козлов увлекался шахматами. Это увлечение было очень серьёзным и могло определить всю его дальнейшую жизнь. Он был кандидатом в мастера спорта. Но ещё более шахмат его увлекала наука о металлах.
В 1962 году по приглашению профессора М. А. Большаниной он приехал в город Томск. И с 1962 по 1965 годы обучался в очной аспирантуре Томского государственного университета на кафедре экспериментальной физики физического факультета по специальности «физика твердого тела». В 1966—1967 годах Эдуард Викторович работал в Сибирском физико-техническом институте младшим, а затем старшим научным сотрудником.
C 1967 года и по настоящее время (август 2014 года) Э. В. Козлов является заведующим кафедрой физики Томского инженерно-строительного института (ныне — Томский государственный архитектурно-строительный университет).
В 1966 году Э. В. Козлов защитил кандидатскую диссертацию в Томском Государственном университете, а в 1985 году — докторскую диссертацию в Ученом совете ЦНИИчермет им. И. П. Бардина (г. Москва), в 1987 получил ученое звание профессора.
Профессор Э. В. Козлов избран академиком МАН ВШ (1994 г.) и действительным членом Санкт-Петербургской академии наук по физике прочности (1995 г.). В 2006 году ему присвоено почетное звание Заслуженного профессора ТГАСУ.

## Достижения, репутация
Профессор Э. В. Козлов известный ученый в области физики фазовых переходов, пластичности и прочности металлов, сплавов и сталей. Он — автор свыше 900 статей и 43 монографий и учебных пособий, в том числе, 3 монографии опубликованы за рубежом (две в США и одна в Германии). Э. В. Козлов имеет высокие индексы цитирования Хирша, по данным eLibrary по количеству публикаций среди тридцати тысяч физиков к началу 2014 года он занимал пятнадцатое место. Профессор Э. В. Козлов осуществляет подготовку аспирантов и докторантов. Под его руководством защищено свыше сорока кандидатских и докторских диссертаций.
Профессор Э. В. Козлов создал Научную Школу, работы которой имеют международное научное признание. Ученики Э. В. Козлова работают в ВУЗах и научных учреждениях г. Томска и других городов нашей страны, а также за рубежом.
Профессор Э. В. Козлов является членом двух Ученых Советов по присуждению ученых степеней докторов и кандидатов наук (диссертационный совет Д 003.038.01 ИФПМ СО РАН город Томск) и диссертационный совет Д 212.004.04 АлтГТУ город Барнаул.
Он имеет большой авторитет среди студентов, коллег по работе и ученых в нашей стране и за рубежом. Э. В. Козлов обладает уникальной энциклопедичностью знаний в самых разнообразных областях науки. Он постоянно консультирует представителей разных научных организаций и промышленных предприятий по проблемам физики пластичности и прочности.
Профессор Э. В. Козлов — член редакционной коллегии Международного журнала «Успехи физики металлов».
Э. В. Козлов традиционно входит в оргкомитеты ряда ведущих российских и международных научных конференций по физике конденсированного состояния:
International Conference on Modification of Materials with Particle Beams and Plasma Flows;
Международные, междисциплинарные симпозиумы «Порядок, беспорядок и свойства оксидов» и «Упорядочение в минералах и сплавах»;
Открытая школа-конференция стран СНГ «Ультрамелкозернистые и наноструктурные материалы»;
Петербургские чтения по проблемам прочности и роста кристаллов.
А так же выступает с приглашенными докладами
Научная и педагогическая деятельность профессора Э. В. Козлова отмечена тремя правительственными наградами. В 2004 году он награждён Орденом Дружбы.

## Семья, родственники
- Жена: Конева Нина Александровна (1.09.1937 — 12.11.2020) — ученый-физик, доктор ф.-м. наук, профессор по кафедре физики Томского государственного архитектурно-строительного университета.
- Старшая дочь: Ирина Эдуардовна Гурьянова (Козлова) — ученый-математик, кандидат ф. м. наук, доцент, работает и проживает в городе Москве.
- Младшая дочь: Евгения Эдуардовна Пекарская (Козлова) — ученый-физик, доктор философии, работает и проживает в США, оставаясь гражданином РФ.